# Ben Lui
Ben Lui (gael. Beinn Laoigh, wym. [peɲˈlˠ̪ɤjⓘ) – szczyt w paśmie Tyndrum, w Grampianach Zachodnich. Leży w Szkocji, na pograniczu hrabstw Argyll and Bute i Stirling. Na północnym zboczu góry swoje źródło ma rzeka Tay.